# Garcinia vrieseana
Garcinia vrieseana är en tvåhjärtbladig växtart som beskrevs av Jean Baptiste Louis Pierre och Vesque. Garcinia vrieseana ingår i släktet Garcinia och familjen Clusiaceae. Inga underarter finns listade i Catalogue of Life.